# Nueva Andalucía (periódico)
Nueva Andalucía fue un diario español editado en la ciudad de Sevilla entre 1976 y 1984.

## Historia
El diario fue fundado en 1976, como un periódico de carácter vespertino. Su nacimiento concedió con la desaparición del diario vespertino Sevilla, publicación editada por la cadena de Prensa del Movimiento. De hecho, el diario fue creado con la intención de cubrir el vacío que había dejado la desaparición del Sevilla. Nueva Andalucía era editado en los talleres gráficos de El Correo de Andalucía, y de hecho pertenecía a la misma empresa editora, Editorial Sevillana. Estuvo dirigido por Javier Smith Carretero. En sus primeros tiempos tuvo un rival editado por la empresa editora de ABC, el vespertino Informaciones de Andalucía, que sin embargo tuvo una corta existencia y no pasaría de 1977.
Durante su trayectoria Nueva Andalucía destacó por su línea editorial favorable al regionalismo. Sin embargo, el diario no acabaría cuajando y terminó desapareciendo en 1984. Su último número es del 23 de enero de 1984.